# Макларен, Ричард
Ри́чард Макла́рен (англ. Richard McLaren, род. 1945) — канадский юрист из Университета Западного Онтарио, солиситор и барристер в Юридическом обществе Верхней Канады, глава комиссии WADA по расследованию обвинений в допинг-махинациях на Олимпиаде-2014 в Сочи (с 20 мая 2016 года), автор доклада Макларена, в котором вина за применение допинга возлагалась, в частности, на ряд государственных органов России.

## Биография
В 1971 году получил степень бакалавра права в Университета Западного Онтарио, в 1972 году стал магистром права в Лондонском университете. В 1974 году начал карьеру как юрист.
Адвокат в юридической фирме в Лондоне, Онтарио и профессор права и исполняющий обязанности декана Университета Западного Онтарио, а в 1979—1982 годах — заместитель декана.

## Деятельность в международных и национальных спортивных органах
Он много лет является членом Международного спортивного арбитражного суда (CAS) в Лозанне (Швейцария). Он был членом специального подразделения CAS на зимних Олимпийских играх 1998 года в Нагано (Япония), на зимних Олимпийских играх в 2006 году в Турине (Италия), на летних Олимпийских играх в 2000 году в Сиднее, (Австралия), на летних Олимпийских играх в 2004 году в Афинах (Греция) и на летних Олимпийских играх в 2008 году в Пекине (Китай) и на Играх Содружества в Манчестере в Англии в 2002 году.
Является основателем ADRsportRed, который впоследствии превратился в Центр разрешения спортивных споров в Канаде (SDRCC). Он подготовил Кодекс по спортивному арбитражу и служил в качестве главного арбитра в 2003—2006 годах.
Был арбитром при рассмотрении спора о заработной плате между Национальной хоккейной лигой и Ассоциацией игроков НХЛ. Он был назначен председателем Независимой международной комиссии по расследованию применения допинга для расследования обвинений против некоторых американских легкоатлетов (Доклад опубликован в июле 2001 года) и служил в течение шести лет (до 2006 года) в качестве председателя антидопингового трибунала Ассоциации теннисистов-профессионалов (ATP).
В 2006 году участвовал с сенатором Джорджем Джоном Митчеллом в комиссии по расследованию использования допинга игроками Главной лиги бейсбола. Доклад, опубликованный его комиссией в декабре 2007 года, показал, что стероиды и другие допинговые препараты употребляли как минимум 89 игроков.
В 2006 году принял участие в дисквалификации американского легкоатлета Джастина Гэтлина.
Он является членом антидопинговой группы экспертов Международного совета крикета, базирующейся в Дубае и является председателем Трибунала по допингу для Европейского тура Профессиональной ассоциации гольфистов.
В 2011 году Международной федерацией баскетбола был назначен президентом Арбитражного трибунала по баскетболу в Женеве (Швейцария).
В декабре 2014 года он был назначен Всемирным антидопинговым агентством (WADA) главой комиссии по расследованию утверждений о широком распространении, систематическом применении и сокрытии допинга в России.
В августе 2022 глава комиссии WADA Макларен в интервью изданию «Sporstchau» заявил о том, что отстранение российских спортсменов от международных соревнований из-за военного конфликта на Украине «несправедливо». «Не спортсмены начали этот конфликт и не несут ответственности за его ход. Это две веские причины, чтобы позволить им снова участвовать в международных соревнованиях», — заявил Макларен. Глава комиссии WADA заметил, что некоторые российские и белорусские спортсмены могут обратиться в Международный спортивный арбитражный суд CAS, чтобы отсудить у них право стартовать.

### Доклад Макларена
19 мая 2016 года ВАДА объявило о том, что Ричард Макларен приглашён в качестве независимой персоны возглавить группу для расследования обвинений со стороны  бывшего директора «Антидопингового центра» Григория Родченкова.
Целью расследования была проверка предположения о поддержке «допинговой системы» на государственном уровне. Согласно данным доклада, в России была создана масштабная система манипуляции допинг-пробами, которая затронула свыше тысячи спортсменов. В ней были задействованы РУСАДА, российские антидопинговые лаборатории, Министерство спорта и ФСБ.
Среди свидетелей названы Григорий Родченков, бывший сотрудник РУСАДА Виталий Степанов, бывшая легкоатлетка Юлия Степанова. Имена других свидетелей не назывались из соображений безопасности, хотя они «предоставили очень надёжные перекрестные доказательства».
По данным доклада, показания свидетелей были подтверждены экспертизами бутылок с мочой спортсменов: пробирки вскрывались (о чём можно судить по царапинам на внутренней стороне крышки), данные ДНК-анализа свидетельствуют о подмене мочи на образцы других людей, «физиологически невозможные концентрации солей» говорят о манипуляциях с материалом. Выводы Макларена построены главным образом не на показаниях свидетелей, а на воспроизводимых экспертизах и лабораторных исследованиях, подчеркивается в докладе.
В феврале 2016 было опубликовано письмо генерального директора МОК Кристофа де Кеппера, посвящённое принятию дисциплинарных мер против спортсменов со стороны международный спортивных федераций. В письме со ссылкой на ВАДА говорится, что доказательств по ряду спортсменов недостаточно для принятия дисциплинарных мер. В письме отмечается, что в «мандат» комиссии Макларена не входило предоставление готовых «случаев антидопингового нарушения» для соответствующих полномочных органов по отдельным спортсменам (по этой причине спортсмены в докладе не называются, они проходят под номерами). В сентябре 2017 года была опубликована информация, что против 95-ти спортсменов антидопинговые расследования были прекращены за недостатком доказательств, и ВАДА поддержало эти решения.
К 29 ноября 2017 Россия по допинговым основаниями лишилась 13 медалей на Олимпийских играх в Сочи, переместившись на четвертое место в медальном зачёте. Ряд спортсменов отстранены от международных соревнований пожизненно.

## Участие в судебных процессах
В августе 2016 года Паралимпийский комитет России (ПКР) подал иск в Спортивный арбитражный суд (САС), оспаривая отстранение ПКР от Паралимпийских игр 2016 года на основании данных доклада Макларена. Суд отклонил иск, в частности, указав:

Паралимпийский комитет России представил комментарии по поводу аффидевита Макларена, помимо прочего, заявив, что обвинения «не доказаны» и что они «однобокие». Однако подобные претензии не были аргументированы. Оспаривание фактов должно быть конкретным. Профессор Макларен представил свои доказательства письменно под присягой. Паралимпийский комитет России решил не подвергать его перекрёстному допросу, хотя имел такую возможность, и не представил никакого опровержения его доказательств.

Апелляция в Швейцарский суд также была отклонена.
В ноябре 2017 года три российских велосипедиста (Дмитрий Соколов, Кирилл Свешников и Дмитрий Страхов), которых отстранили от Олимпийских игр 2016 года, подали в канадский суд иск на ВАДА и Ричарда Макларена. Ответчики обвиняются в халатности, клевете, оскорбительной лжи, злоупотреблении должностными полномочиями, заговоре и вторжении в частную жизнь.
В январе 2019 года группа российских спортсменов под руководством бывшего президента Федерации гребного спорта России Вениамина Бута вручила иск о защите чести и достоинства на сумму около 300 млн рублей Ричарду Макларену. Документы были переданы в суд еще летом 2018 года, но по местным законам ответчик должен быть предупрежден самими истцами о начале судебного процесса. Теперь данное дело будет рассматривать Верховный суд Онтарио.

## Награды
- Офицер ордена Канады (30 декабря 2015 года)[21][22].

## Юридические труды
Основные публикации касаются ипотечного права, коммерческого арбитража, сделок с личной собственностью в Канаде, безопасности личной собственности и пр.

## Членство в юридических сообществах
Является членом многочисленных юридических обществ и ассоциаций:
- Юридическое общество Верхней Канады
- Канадская ассоциация адвокатов
- Канадский институт арбитража
- Чартерный институт арбитров (Великобритания)
- Национальная академия арбитров (США)
- Американская арбитражная ассоциация
- Лондонский международный арбитражный суд
- Институт арбитраж и медиация Онтарио
- Международный совет коммерческого арбитража (ICCA)
- Международная торговая палата (ICC)
- Ассоциация юристов Содружества
- Академия спортивного права